# Chengdu J-9
Chengdu J-9 (tiếng Trung: 歼-9) là một loại máy bay tiêm kích đánh chặn đã bị hủy bỏ trong quá trình phát triển tại Trung Quốc. Nó được đề xuất vào năm 1964 bởi Viện 601 (Viện Thiết kế Máy bay Thẩm Dương - Shenyang Aircraft Design Institute) nhằm thay thế cho Shenyang J-8. Việc phát triển bị gián đoạn do các yêu cầu sửa đổi thiết kế kỹ thuật liên tục và Đại Cách mạng Văn hóa vô sản. Ngoài ra, chương trình phát triển J-9 sau đó cũng đã được chuyển giao cho Viện 611 (Viện Thiết kế Máy bay Thành Đô - Chengdu Aircraft Design Institute) rồi cuối cùng bị hủy bỏ vào năm 1980.

## Phát triển
Đến năm 1964, trong bối cảnh các cường quốc chạy đua phát triển máy bay chiến đấu thế hệ kế tiếp, Quân Giải phóng Nhân dân Trung Quốc (PLA) nhận thấy mình không có máy bay chiến đấu thế hệ thứ ba, và có nguy cơ lép vế so với Hoa Kỳ và Liên Xô. Thời điểm đó PLA chỉ có máy bay tiêm kích thế hệ thứ hai Chengdu J-7 nhưng nó không đủ khả năng thực hiện các nhiệm vụ đánh chặn tầm xa và tầm cao. Cơ quan Hàng không Trung Quốc đã tổ chức một hội nghị vào ngày 25 tháng 10 năm 1964 để thảo luận về các chiến đấu cơ trong tương lai. Viện 601 có hai đề xuất: đề xuất thứ nhất là nâng cấp J-7 với hai động cơ trở thành J-8, đề xuất thứ hai là nâng cấp J-7 với một động cơ hiệu suất cao hơn trở thành J-9. J-9 rủi ro hơn về mặt kỹ thuật, bởi vì nó không dựa trên bất kỳ một thiết kế nào hiện có, và động cơ được yêu cầu là một động cơ phản lực đốt sau phải tạo ra lực đẩy khô 83 kN (19.000 lbf), còn lực đẩy khi đốt nhiên liệu phụ trội tăng áp (đốt sau) là 121 kN (27.000 lbf) - thời điểm đó không có động cơ nào ở Trung Quốc đáp ứng được yêu cầu này. Viện Thiết kế Máy bay Thẩm Dương đã phát triển khái niệm máy bay cánh tam giác đơn và cánh tam giác kép vào năm 1965.
Chương trình phát triển J-9 chính thức được thông qua sau một hội nghị của Bộ Công nghiệp Hàng không vũ trụ (MAI) diễn ra từ ngày 12 đến ngày 17 tháng 1 năm 1966, với mục tiêu là cho ra đời một mẫu máy bay tiêm kích chiếm ưu thế trên không hoặc máy bay tiêm kích đánh chặn thuần túy. Ngày 1 tháng 4 năm 1966, thông số kỹ thuật thiết kế J-9 được sửa đổi sau khi có các yêu cầu mới về việc tăng đáng kể thời gian bay liên tục, vận tốc tăng độ cao và tầm hoạt động. Shenyang đưa ra những đánh giá đầu tiên với mẫu J-9A-IV (phiên bản cánh tam giác có đuôi với cửa hút không khí ở hai bên thân), sau đó là J-9B-V (phiên bản cánh tam giác không có đuôi); cuối cùng J-9A-IV bị loại vì không thể đáp ứng yêu cầu. Sau đó, Cách mạng Văn hóa vô sản diễn ra khiến dự án phát triển bị tạm dừng. Dự án được tiếp tục vào năm 1968 với mẫu J-9B-V. Trung Quốc đặt ra mục tiêu cho nguyên mẫu bay thử nhân dịp kỷ niệm 20 năm thành lập đất nước vào tháng 10 năm 1969, nhưng đã không thể thực hiện do nhiều vấn đề phát triển lớn. Ngoài ra, dự án sau đó được chuyển cho Chengdu vì Shenyang hiện đã hoàn toàn bận rộn với J-8. Wang Shounan trở thành nhà thiết kế chính mới.
Ngày 9 tháng 6 năm 1970, Bộ Quốc phòng Trung Quốc đưa ra các yêu cầu sửa đổi mới để J-9 có tầm hoạt động, vận tốc và độ cao lớn hơn nữa. Chengdu cải tiến J-9B-V thành J-9B-VI, đây là phiên bản có thêm cánh phụ nhỏ hình tam giác ở phía trước cánh chính, với các cửa hút không khí ở hai bên thân (loại bỏ thiết kế một cửa hút không khí ở dưới bụng). Động cơ dự kiến sử dụng cho dòng chiến đấu cơ này là động cơ tuốc bin phản lực cánh quạt Woshan WS-6, nhưng nó vướng phải nhiều vấn đề về phát triển; do đó WS-15 được chọn làm giải pháp thay thế kém mạnh mẽ hơn WS-6. WS-15 là động cơ tuốc bin phản lực luồng Khachaturov R29-300 với kỹ nghệ đảo ngược.
Các yêu cầu sửa đổi kỹ thuật về tăng thêm tầm hoạt động và khả năng trang bị 4 tên lửa không đối không PL-4 được tiến hành vào tháng 2 năm 1975. Tới tháng 11, Ủy ban Kế hoạch Nhà nước phê duyệt tài trợ kinh phí cho 5 nguyên mẫu, với chuyến bay đầu tiên dự định diễn ra cuối năm 1980 hoặc đầu năm 1981. Tuy nhiên, chương trình phát triển J-9 cuối cùng đã kết thúc vào năm 1980.

## Thông số kỹ thuật (J-9B-VI)
Dữ liệu từ 

### Đặc điểm tổng quát
- Diện tích cánh: 55,7 m2 (600 ft2) đã bao gồm cánh phụ nhỏ hình tam giác ở phía trước cánh chính
- Trọng lượng không tải: 13.000 kg (28.660 lb)
- Động cơ: 1 × động cơ tuốc bin phản lực cánh quạt Woshan WS-6 cung cấp lực đẩy 122,5 kN (27.500 lbf); hoặc động cơ tuốc bin phản lực luồng "WS-15" (Khachaturov R29-300 với kỹ nghệ đảo ngược) cung cấp lực đẩy 81 kN (18.000 lbf)

### Hiệu suất bay
- Vận tốc tối đa: Mach 2.5 (2.982 km/h) ở độ cao 23.000 m (75.000 ft)
- Tầm bay: 2.000 km (1.200 dặm, 1.100 hải lý)
- Vận tốc tăng độ cao: 220 m/s (43.000 ft/phút)

### Trang bị vũ khí
- Tên lửa: 4 × tên lửa không đối không PL-4

### Hệ thống điện tử hàng không
Radar Type 205

### Trích dẫn
1. 1 2 3  Gordon and Komissarov (2008): trang 90
2. 1 2 3 4 5 6 7  Gordon and Komissarov (2008): trang 91
3. 1 2  Gordon and Komissarov (2008): trang 92
4. 1 2  "Chengdu J-9; China's Overly Ambitious Plan for an Advanced Multirole Fighter which Inspired a New Generation". Military Watch Magazine. ngày 25 tháng 3 năm 2019. Truy cập ngày 25 tháng 4 năm 2023.
5. ↑  Gordon and Komissarov (2008): trang 75
6. 1 2  "Chengdu J-9". Aviatia. Truy cập ngày 25 tháng 4 năm 2023.